# Соколова Марія Олексіївна
Марія Олексіївна Соколова (1899, місто Серпухов Московської губернії, тепер Московської області, Російська Федерація — 1959, місто Серпухов Московської області, тепер Російська Федерація) — радянська діячка, головний лікар дитячої поліклініки міста Серпухова Московської області. Депутат Верховної Ради СРСР 2—4-го скликань.

## Життєпис
Народилася в родині робітника-столяра (за іншими даними — диякона Вознесенської церкви міста Коломна Олексія Степановича Соколова). Батько помер, мати працювала прачкою. Марія Соколова навчалася в жіночій гімназії міста Серпухова, з чотирнадцятирічного віку давала приватні уроки.
З 1916 року — студентка медичного факультету Московського університету (Московського медичного інституту).
Після закінчення навчання, з 1922 року — дільничий лікар села Венюково Серпуховського повіту Московської губернії. Потім — дитячий лікар, організатор оздоровчих таборів, дитячих майданчиків та піонерських таборів.
З 1935 року — головний лікар (директор, завідувачка) дитячої поліклініки міста Серпухова Московської області.
Під час німецько-радянської війни в 1941 році керувала всією лікувальною частиною Серпуховського міського відділу охорони здоров'я, допомагала лікарям польових госпіталів РСЧА.
Померла 1959 року в Серпухові Московської області.

## Нагороди та відзнаки
- Заслужений лікар Російської РФСР